# Campionato Europeo Velocità 2017

## Stagione
In questa annata si svolgono due manifestazioni differenti che assegnano un titolo europeo. La Superstock 1000 FIM Cup, che viene disputata in concomitanza con le gare in territorio europeo del Campionato mondiale Superbike, inizia il 2 aprile con il Gran Premio Aragón e termina il 22 ottobre con il Gran Premio di Magny-Cours per un totale di nove prove in gara singola. La classe Moto2 del campionato Spagnolo, per il terzo anno consecutivo, assegna il titolo di campione europeo; in questo caso il calendario si compone di undici prove in sette eventi differenti (in alcuni casi si disputa una sola prova in altri se ne disputano due) con inizio il 30 aprile presso il Circuito di Albacete e termine il 19 novembre presso il Circuito di Valencia; unica prova al di fuori della Spagna è il Gran Premio dell'Estoril nel fine settimana del 21/23 luglio.

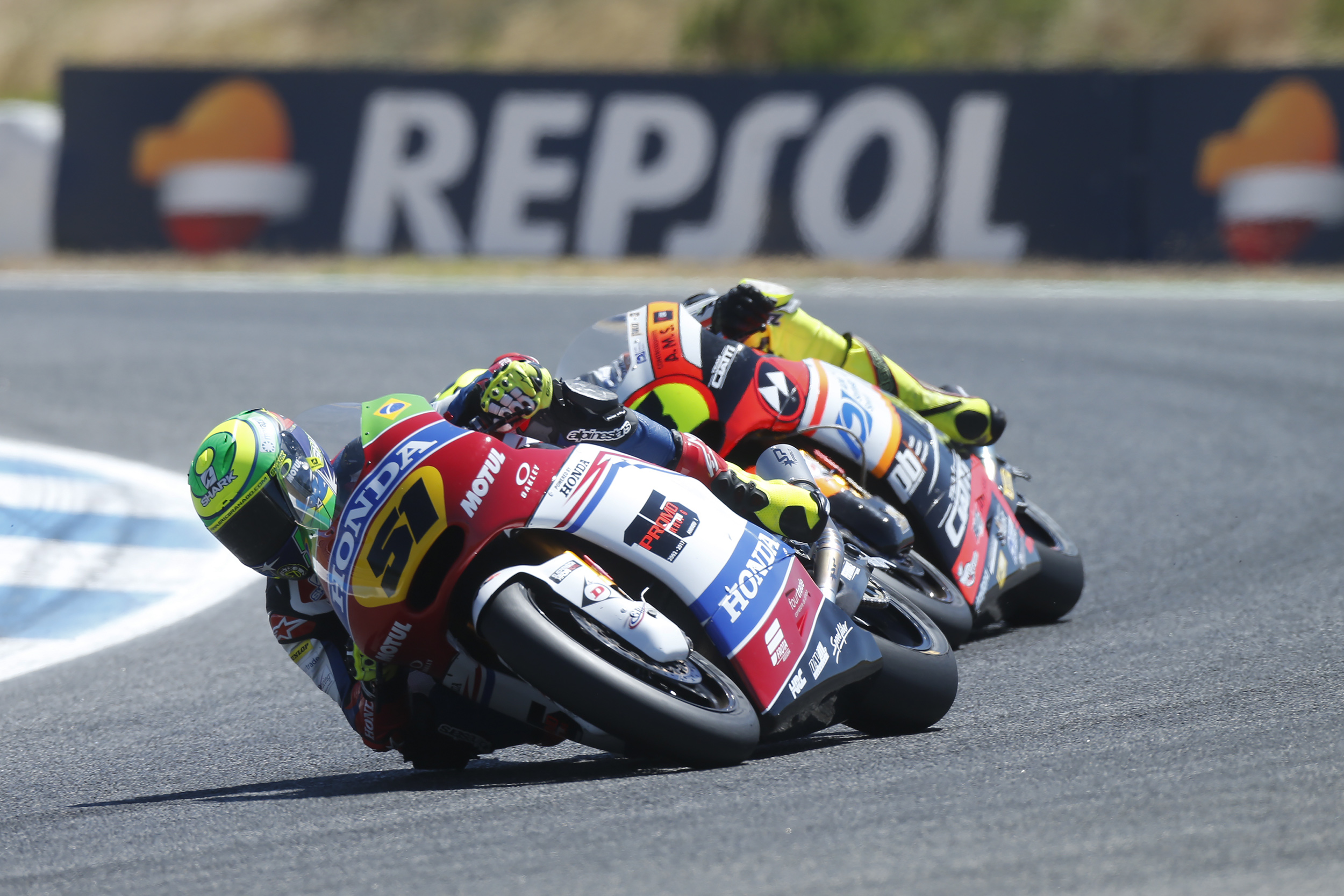
Il campione Moto2 2017 Eric Granado in una fase di gara.

Questa edizione del CEV Moto2, dopo la vittoria del pilota wild card Hafizh Syahrin nella gara inaugurale, è caratterizzata dal duello tra Eric Granado e Ricard Cardús. Questi due piloti, entrambi su Kalex, ottengono tutte le vittorie nelle restanti gare e gran parte dei piazzamenti a podio. Al termine del campionato, grazie a migliori risultati nelle prove finali, la spunta Granado che chiude con un margine di circa quaranta punti sullo spagnolo. Terzo, più staccato, si posiziona il campione uscente Steven Odendaal su NTS, in grado comunque di conquistare sei piazzamenti a podio. Tra i costruttori prevale nettamente Kalex che vince tutte le gare in calendario. Come nelle annate precedenti, anche in questa scendono in pista piloti equipaggiati con motociclette derivate dalla serieː nella fattispecie Yamaha YZF-R6, Kawasaki ZX-6R e Honda CBR600RR. Questi piloti, oltre ad ottenere punti validi per la classifica di Moto2, concorrono per una classifica separataː la Stock600, il cui titolo va al francese Philippe Le Gallo, del team Yamaha Laglisse. Degno di nota il fatto che Le Gallo abbia conquistato il titolo al 59 anni compiuti.
Per quanto concerne la Superstock 1000 FIM Cupː in questa stagione torna ad essere valevole come campionato europeo dopo dodici anni come coppa del mondo. Contestualmente viene abolita la categoria Superbike dal CEV. Nel campionato piloti Michael Ruben Rinaldi (Aruba Ducati Junior Team) e Toprak Razgatlıoğlu (Kawasaki Puccetti) si contendono il titolo continentale, riproponendo una sfida già consumatasi nelle ultime edizioni del Campionato europeo Superstock 600. Il confronto tra i due è molto equilibratoː ottengono lo stesso numero di vittorie e di piazzamenti a podio ma in questo caso, a differenza delle 600, a spuntarla è Rinaldi, per solo otto punti, grazie al minor numero di gare concluse senza punti. Terzo, non molto distante dal titolo, si posiziona il francese Florian Marino che non vince alcuna gara ma ottiene cinque piazzamenti a podio. Nella classifica costruttori prevale Kawasaki per dodici punti su Ducati grazie anche all'apporto di altri piloti oltre a Razgatlıoğlu come ad esempio Jeremy Guarnoni vincitore a Magny-Cours. Pur non avendo mai conquistato il titolo piloti, Kawasaki ottiene in questa annata il terzo titolo costruttori dopo quelli del 2012 e del 2014.

## CEV Moto2

### Piloti Partecipanti[9]
| Nº | Pilota             | Squadra                    | Motocicletta       |
| -- | ------------------ | -------------------------- | ------------------ |
| 2  | Carlos Mercier     | Team Hipopótamo            | Yamaha YZF-R6      |
| 2  | Cédric Tangre      | Team Stratos               | Ariane2            |
| 3  | Lukas Tulovic      | Forward Junior Team        | Kalex Moto2        |
| 8  | Alessandro Zetti   | Fau55 Racing               | Yamaha YZF-R6      |
| 9  | Corentin Perolari  | Promoto Sport              | Trasfiormers       |
| 10 | Mark Chiodo        | Team Stylobike             | Kalex Moto2        |
| 12 | Luc Mamet          | Team Stratos               | Yamaha YZF-R6      |
| 14 | Héctor Garzó       | Team Wimu CNS              | Tech 3 Mistral 610 |
| 15 | Thomas Sigvartsen  | H43 Team Nobby             | Trasfiormers       |
| 16 | Gregg Black        | Promoto Sport              | Trasfiormers       |
| 17 | Marc Luna          | Team Wimu CNS              | Tech 3 Mistral 610 |
| 18 | Xavier Cardelús    | Team Stylobike             | Kalex Moto2        |
| 19 | Paul Dufour        | JEG Racing                 | Yamaha YZF-R6      |
| 20 | Dimas Ekky Pratama | Astra Honda Racing Team    | Kalex Moto2        |
| 22 | Federico Fuligni   | Forward Junior Team        | Kalex Moto2        |
| 23 | Jirka Mrkývka      | Willi Race Racing Team     | Kalex Moto2        |
| 23 | Jirka Mrkývka      | Team Stratos               | Ariane2            |
| 26 | Daniel Sáez        | Champi Women–JJ Sáez Team  | Yamaha YZF-R6      |
| 27 | Joe Roberts        | AGR Team                   | Kalex Moto2        |
| 28 | Jorge Olmos        | S.G. Motoperformance       | Yamaha YZF-R6      |
| 32 | Fausto Grantón     | Promo Racing Team          | Kalex Moto2        |
| 33 | Bruce Stafford     | VHC Racing                 | Kawasaki ZX-6R     |
| 36 | Jayson Uribe       | AGR Team                   | Kalex Moto2        |
| 37 | Augusto Fernández  | Easyrace Moto2 Team        | Suter MMX2         |
| 37 | Oleksandr Anin     | Promo Racing Team          | Kalex Moto2        |
| 39 | Federico Menozzi   | Bierreti                   | Kalex Moto2        |
| 44 | Steven Odendaal    | NTS Sportscode T.PRO       | NTS                |
| 46 | Marcel Brenner     | H43 Team Nobby             | Kalex Moto2        |
| 47 | Jonatan Gomis      | TST Racing                 | Honda CBR600RR     |
| 48 | Joan Díaz          | DCR Racing Team            | Yamaha YZF-R6      |
| 51 | Eric Granado       | Promo Racing Team          | Kalex Moto2        |
| 55 | Hafizh Syahrin     | Petronas Raceline Malaysia | Kalex Moto2        |
| 58 | Laura Martínez     | Metal Lube Racing Team     | Yamaha YZF-R6      |
| 66 | Philippe Le Gallo  | Yamaha Laglisse            | Yamaha YZF-R6      |
| 71 | Pontus Duerlund    | Bullit Motorcycles         | Kalex Moto2        |
| 75 | Ivo Lopes          | Easyrace Moto2 Team        | Suter MMX2         |
| 76 | Hiroki Ono         | NTS Sportscode T.PRO       | NTS                |
| 81 | Giovanni Altomonte | Peppo Russo                | Yamaha YZF-R6      |
| 83 | Lanchlan Epis      | Response RE Racing         | Kawasaki ZX-6R     |
| 87 | Jamie Edwards      | Nykos Racing               | Nykos              |
| 88 | Ricard Cardús      | Team Stylobike             | Kalex Moto2        |
| 94 | Richárd Bódis      | Equipo Puntomoto           | Mir Racing         |
| 96 | Davis Sanchis      | DSM                        | Mir Racing         |
| 96 | Davis Sanchis      | Easyrace Moto2 Team        | Suter MMX2         |
| 97 | Javier Orellana    | Team Wimu CNS              | Tech 3 Mistral 610 |
| 98 | Karel Hanika       | Willi Race Racing Team     | Kalex Moto2        |
| 99 | Óscar Gutiérrez    | Team Stratos               | Ariane2            |

| Legenda            |
| ------------------ |
| Pilota wildcard    |
| Pilota sostitutivo |

### Calendario[3]
| Nº | Data         | Gran Premio         | Circuito  | Giro più veloce | Vincitore Gara | Leader del campionato |
| -- | ------------ | ------------------- | --------- | --------------- | -------------- | --------------------- |
| 1  | 30 aprile    | Castiglia-La Mancia | Albacete  | Hafizh Syahrin  | Hafizh Syahrin | Hafizh Syahrin        |
| 2  | 18 giugno    | Catalogna           | Catalogna | Ricard Cardús   | Ricard Cardús  | Ricard Cardús         |
| 2  | 18 giugno    | Catalogna           | Catalogna | Ricard Cardús   | Ricard Cardús  | Ricard Cardús         |
| 3  | 9 luglio     | Comunità Valenciana | Valencia  | Eric Granado    | Eric Granado   | Ricard Cardús         |
| 3  | 9 luglio     | Comunità Valenciana | Valencia  | Eric Granado    | Eric Granado   | Ricard Cardús         |
| 4  | 23 luglio    | Portogallo          | Estoril   | Eric Granado    | Eric Granado   | Eric Granado          |
| 4  | 23 luglio    | Portogallo          | Estoril   | Ricard Cardús   | Eric Granado   | Eric Granado          |
| 5  | 17 settembre | Andalusia           | Jerez     | Eric Granado    | Ricard Cardús  | Eric Granado          |
| 6  | 8 ottobre    | Aragona             | Aragón    | Eric Granado    | Ricard Cardús  | Eric Granado          |
| 6  | 8 ottobre    | Aragona             | Aragón    | Ricard Cardús   | Eric Granado   | Eric Granado          |
| 7  | 19 novembre  | Comunità Valenciana | Valencia  | Eric Granado    | Eric Granado   | Eric Granado          |

### Classifica

#### CEV Moto2
| Pos. | Pilota             | Moto               | Spagna (bandiera) | Catalogna (bandiera) | Catalogna (bandiera) | Comunità Valenciana (bandiera) | Comunità Valenciana (bandiera) | Portogallo (bandiera) | Portogallo (bandiera) | Andalusia (bandiera) | Aragona (bandiera) | Aragona (bandiera) | Comunità Valenciana (bandiera) | P.ti |
| ---- | ------------------ | ------------------ | ----------------- | -------------------- | -------------------- | ------------------------------ | ------------------------------ | --------------------- | --------------------- | -------------------- | ------------------ | ------------------ | ------------------------------ | ---- |
| 1    | Eric Granado       | Kalex              | 5                 | 2                    | 7                    | 1                              | 1                              | 1                     | 1                     | 2                    | 3                  | 1                  | 1                              | 226  |
| 2    | Ricard Cardús      | Kalex              |                   | 1                    | 1                    | 2                              | 2                              | 2                     | 11                    | 1                    | 1                  | 2                  | Rit                            | 185  |
| 3    | Steven Odendaal    | NTS                | 4                 | 4                    | 4                    | 6                              | 3                              | 3                     | 2                     | 3                    | 2                  | Rit                | 2                              | 157  |
| 4    | Héctor Garzó       | Tech 3             | 2                 | 5                    | 3                    | 3                              | Rit                            | 5                     | 4                     | Rit                  | 6                  | 3                  | 4                              | 126  |
| 5    | Joe Roberts        | Kalex              | 8                 | 6                    | 2                    | Rit                            | 4                              | 11                    | 3                     | 6                    | 4                  | Rit                | 3                              | 111  |
| 6    | Dimas Ekki Pratama | Kalex              | 6                 | 3                    | 5                    | 14                             | 6                              | 7                     | Rit                   | 4                    | 5                  | 5                  | 7                              | 102  |
| 7    | Federico Fuligni   | Kalex              | 9                 | 7                    | 6                    | 7                              | 7                              | 6                     | 5                     | 9                    | 8                  | 7                  | 5                              | 100  |
| 8    | Hiroki Ono         | NTS                | 12                | Rit                  | 12                   | 8                              | 5                              | 8                     | 7                     | 7                    | 11                 | 6                  | 10                             | 74   |
| 9    | Lukas Tulovic      | Kalex              | 11                | Rit                  | 9                    | 5                              | Rit                            | 4                     | 12                    | 5                    | 10                 | Rit                | Rit                            | 57   |
| 10   | Davis Sanchis      | Mir Racing e Suter | Rit               | 13                   | 14                   | 4                              | Rit                            |                       |                       | 8                    | 9                  | 9                  | 6                              | 50   |
| 11   | Jayson Uribe       | Kalex              | 10                | 11                   | Rit                  | Rit                            | 10                             | Rit                   | 9                     | 10                   | 12                 | 12                 | 8                              | 46   |
| 12   | Xavier Cardelús    | Kalex              | 14                | 8                    | 10                   | NP                             | 9                              | Rit                   | 8                     |                      | 13                 | 11                 | 13                             | 42   |
| 13   | Corentin Perolari  | Transfiormers      |                   | 9                    | 8                    | NP                             | Rit                            |                       |                       |                      | 7                  | 4                  | Rit                            | 37   |
| 14   | Marcel Brenner     | Kalex              | 7                 | 10                   | 11                   | NP                             | NP                             |                       |                       | Rit                  | Rit                | 8                  | Rit                            | 28   |
| 15   | Hafizh Syahrin     | Kalex              | 1                 |                      |                      |                                |                                |                       |                       |                      |                    |                    |                                | 25   |
| 16   | Óscar Gutiérrez    | Ariane2            | 13                | 12                   | 13                   | 9                              | 8                              |                       |                       |                      |                    |                    |                                | 25   |
| 17   | Marc Luna          | Tech 3             | 17                | 15                   | 15                   | 10                             | 11                             | 10                    | 10                    |                      |                    |                    |                                | 25   |
| 18   | Pontus Duerlund    | Kalex              | 16                | 14                   | Rit                  | 11                             | 13                             |                       |                       | 11                   | 16                 | 13                 | 12                             | 22   |
| 19   | Ivo Lopes          | Suter              |                   |                      |                      |                                |                                | 9                     | 6                     |                      |                    |                    |                                | 17   |
| 20   | Augusto Fernández  | Suter              | 3                 |                      |                      |                                |                                |                       |                       |                      |                    |                    |                                | 16   |
| 21   | Karel Hanika       | Kalex              |                   |                      |                      |                                |                                |                       |                       |                      | 14                 | 10                 | 9                              | 15   |
| 22   | Philippe Le Gallo  | Yamaha             | NQ                | 17                   | 18                   | 15                             | 15                             | 13                    | 14                    | 13                   | 17                 | 15                 | 20                             | 11   |
| 23   | Fausto Grantón     | Kalex              |                   |                      |                      | 12                             | 12                             |                       |                       |                      |                    |                    |                                | 8    |
| 24   | Carlos Mercier     | Yamaha             |                   |                      |                      |                                |                                | 12                    | 13                    | NQ                   |                    |                    |                                | 7    |
| 25   | Daniel Sáez        | Yamaha             |                   |                      |                      |                                |                                |                       |                       |                      |                    |                    | 11                             | 5    |
| 26   | Paul Dufour        | Yamaha             |                   |                      |                      | 13                             | 14                             |                       |                       |                      |                    |                    |                                | 5    |
| 27   | Laura Martínez     | Yamaha             |                   |                      |                      |                                |                                |                       |                       | 12                   |                    |                    |                                | 4    |
| 28   | Lanchlan Epis      | Kawasaki           |                   |                      |                      |                                |                                |                       |                       |                      | 15                 | 14                 |                                | 3    |
| 29   | Richárd Bódis      | Mir Racing         |                   |                      |                      |                                |                                |                       |                       |                      |                    |                    | 14                             | 2    |
| 30   | Jirka Mrkývka      | Kalex e Ariane2    | 15                | 16                   | 16                   | Rit                            | NP                             |                       |                       |                      |                    |                    | 15                             | 2    |
| NC   | Joan Díaz          | Yamaha             |                   |                      |                      |                                |                                |                       |                       |                      |                    |                    | 16                             | 0    |
| -    | Luc Mamet          | Yamaha             | NQ                | 18                   | 17                   |                                |                                |                       |                       |                      |                    |                    |                                | 0    |
| -    | Oleksandr Anin     | Kalex              |                   |                      |                      |                                |                                |                       |                       |                      |                    |                    | 17                             | 0    |
| -    | Alessandro Zetti   | Yamaha             |                   |                      |                      |                                |                                |                       |                       |                      |                    |                    | 18                             | 0    |
| -    | Jamie Edwards      | Nykos              | 18                | Rit                  | Rit                  |                                |                                |                       |                       | NQ                   | NQ                 | NQ                 | NQ                             | 0    |
| -    | Jonatan Gomis      | Honda              |                   |                      |                      |                                |                                |                       |                       |                      |                    |                    | 19                             | 0    |
| -    | Bruce Stafford     | Kawasaki           |                   |                      |                      |                                |                                |                       |                       |                      |                    |                    | 21                             | 0    |
| -    | Thomas Sigvarsten  | Transfiormers      | Rit               | Rit                  | Rit                  |                                |                                |                       |                       |                      |                    |                    |                                | 0    |
| -    | Cédric Tangre      | Ariane2            |                   |                      |                      |                                |                                |                       |                       |                      | Rit                | Rit                |                                | 0    |
| -    | Mark Chiodo        | Kalex              |                   |                      |                      |                                |                                |                       |                       |                      |                    |                    | Rit                            | 0    |
| -    | Jorge Olmos        | Yamaha             |                   |                      |                      |                                |                                |                       |                       |                      |                    |                    | Rit                            | 0    |
| -    | Javier Orellana    | Tech 3             |                   |                      |                      |                                |                                |                       |                       | Rit                  |                    |                    |                                | 0    |
| -    | Gregg Black        | Transfiormers      | Rit               |                      |                      |                                |                                |                       |                       |                      |                    |                    |                                | 0    |
| -    | Federico Menozzi   | Kalex              | NQ                | NQ                   | NQ                   |                                |                                |                       |                       |                      |                    |                    |                                | 0    |
| -    | Giovanni Altomonte | Yamaha             |                   |                      |                      |                                |                                |                       |                       |                      |                    |                    | NQ                             | 0    |
| Pos. | Pilota             | Moto               | Spagna (bandiera) | Catalogna (bandiera) | Catalogna (bandiera) | Comunità Valenciana (bandiera) | Comunità Valenciana (bandiera) | Portogallo (bandiera) | Portogallo (bandiera) | Andalusia (bandiera) | Aragona (bandiera) | Aragona (bandiera) | Comunità Valenciana (bandiera) | P.ti |

| Legenda | 1º posto        | 2º posto            | 3º posto           | A punti      | Senza punti        | Grassetto – Pole position Corsivo – Giro più veloce |
| Legenda | Gara non valida | Non qual./Non part. | Ritirato/Non class | Squalificato | '-' Dato non disp. | Grassetto – Pole position Corsivo – Giro più veloce |

#### Stock 600
| Pos. | Pilota             | Moto     | Spagna (bandiera) | Catalogna (bandiera) | Catalogna (bandiera) | Comunità Valenciana (bandiera) | Comunità Valenciana (bandiera) | Portogallo (bandiera) | Portogallo (bandiera) | Andalusia (bandiera) | Aragona (bandiera) | Aragona (bandiera) | Comunità Valenciana (bandiera) | P.ti |
| ---- | ------------------ | -------- | ----------------- | -------------------- | -------------------- | ------------------------------ | ------------------------------ | --------------------- | --------------------- | -------------------- | ------------------ | ------------------ | ------------------------------ | ---- |
| 1    | Philippe Le Gallo  | Yamaha   | NQ                | 1                    | 2                    | 2                              | 2                              | 2                     | 2                     | 2                    | 2                  | 2                  | 5                              | 196  |
| 2    | Lanchlan Epis      | Kawasaki |                   |                      |                      |                                |                                |                       |                       |                      | 1                  | 1                  |                                | 50   |
| 3    | Carlos Mercier     | Yamaha   |                   |                      |                      |                                |                                | 1                     | 1                     | NQ                   |                    |                    |                                | 50   |
| 4    | Paul Dufour        | Yamaha   |                   |                      |                      | 1                              | 1                              |                       |                       |                      |                    |                    |                                | 50   |
| 5    | Luc Mamet          | Yamaha   | NQ                | 2                    | 1                    |                                |                                |                       |                       |                      |                    |                    |                                | 45   |
| 6    | Daniel Sáez        | Yamaha   |                   |                      |                      |                                |                                |                       |                       |                      |                    |                    | 1                              | 25   |
| 7    | Laura Martínez     | Yamaha   |                   |                      |                      |                                |                                |                       |                       | 1                    |                    |                    |                                | 25   |
| 8    | Joan Díaz          | Yamaha   |                   |                      |                      |                                |                                |                       |                       |                      |                    |                    | 2                              | 20   |
| 9    | Alessandro Zetti   | Yamaha   |                   |                      |                      |                                |                                |                       |                       |                      |                    |                    | 3                              | 16   |
| 10   | Jonatan Gomis      | Honda    |                   |                      |                      |                                |                                |                       |                       |                      |                    |                    | 4                              | 13   |
| 11   | Bruce Stafford     | Kawasaki |                   |                      |                      |                                |                                |                       |                       |                      |                    |                    | 6                              | 10   |
| NC   | Jorge Olmos        | Yamaha   |                   |                      |                      |                                |                                |                       |                       |                      |                    |                    | Rit                            | 0    |
| -    | Giovanni Altomonte | Yamaha   |                   |                      |                      |                                |                                |                       |                       |                      |                    |                    | NQ                             | 0    |
| Pos. | Pilota             | Moto     | Spagna (bandiera) | Catalogna (bandiera) | Catalogna (bandiera) | Comunità Valenciana (bandiera) | Comunità Valenciana (bandiera) | Portogallo (bandiera) | Portogallo (bandiera) | Andalusia (bandiera) | Aragona (bandiera) | Aragona (bandiera) | Comunità Valenciana (bandiera) | P.ti |

| Legenda | 1º posto        | 2º posto            | 3º posto           | A punti      | Senza punti        | Grassetto – Pole position Corsivo – Giro più veloce |
| Legenda | Gara non valida | Non qual./Non part. | Ritirato/Non class | Squalificato | '-' Dato non disp. | Grassetto – Pole position Corsivo – Giro più veloce |

## Superstock 1000

### Prime cinque posizioni Piloti[21]
| Posizione | Pilota                | Motocicletta | Spagna (bandiera) | Paesi Bassi (bandiera) | Italia (bandiera) | Regno Unito (bandiera) | Italia (bandiera) | Germania (bandiera) | Portogallo (bandiera) | Francia (bandiera) | Spagna (bandiera) | Punti |
| --------- | --------------------- | ------------ | ----------------- | ---------------------- | ----------------- | ---------------------- | ----------------- | ------------------- | --------------------- | ------------------ | ----------------- | ----- |
| 1         | Michael Ruben Rinaldi | Ducati       | 1                 | 2                      | 1                 | Rit                    | 2                 | 1                   | 9                     | 10                 | 6                 | 138   |
| 2         | Toprak Razgatlıoğlu   | Kawasaki     | 4                 | 1                      | 3                 | 1                      | 6                 | Rit                 | 1                     | NP                 | 3                 | 130   |
| 3         | Florian Marino        | Yamaha       | 2                 | 3                      | Rit               | 2                      | 5                 | 4                   | 2                     | 2                  | 20                | 120   |
| 4         | Roberto Tamburini     | Yamaha       | 3                 | 9                      | 2                 | 4                      | NP                | 3                   | 6                     | 4                  | 5                 | 106   |
| 5         | Jérémy Guarnoni       | Kawasaki     | 6                 | 5                      | 19                | 8                      | 7                 | 6                   | 5                     | 1                  | 8                 | 92    |
| Posizione | Pilota                | Motocicletta | Spagna (bandiera) | Paesi Bassi (bandiera) | Italia (bandiera) | Regno Unito (bandiera) | Italia (bandiera) | Germania (bandiera) | Portogallo (bandiera) | Francia (bandiera) | Spagna (bandiera) | Punti |

| Legenda | 1º posto        | 2º posto            | 3º posto            | A punti      | Senza punti        | Grassetto=Pole position Corsivo=Giro più veloce |
| Legenda | Gara non valida | Non qual./Non part. | Ritirato/Non class. | Squalificato | "-" Dato non disp. | Grassetto=Pole position Corsivo=Giro più veloce |

### Prime tre posizioni costruttori[22]
| Posizione | Costruttore | Spagna (bandiera) | Paesi Bassi (bandiera) | Italia (bandiera) | Regno Unito (bandiera) | Italia (bandiera) | Germania (bandiera) | Portogallo (bandiera) | Francia (bandiera) | Spagna (bandiera) | Punti |
| --------- | ----------- | ----------------- | ---------------------- | ----------------- | ---------------------- | ----------------- | ------------------- | --------------------- | ------------------ | ----------------- | ----- |
| 1         | Kawasaki    | 4                 | 1                      | 3                 | 1                      | 6                 | 6                   | 1                     | 1                  | 2                 | 169   |
| 2         | Ducati      | 1                 | 2                      | 1                 | 10                     | 2                 | 1                   | 4                     | 6                  | 4                 | 157   |
| 3         | Yamaha      | 2                 | 3                      | 2                 | 2                      | 5                 | 3                   | 2                     | 2                  | 5                 | 154   |

## Sistema di punteggio
| Pos.  | 1  | 2  | 3  | 4  | 5  | 6  | 7 | 8 | 9 | 10 | 11 | 12 | 13 | 14 | 15 | 16> |
| Punti | 25 | 20 | 16 | 13 | 11 | 10 | 9 | 8 | 7 | 6  | 5  | 4  | 3  | 2  | 1  | 0   |